# 엑시드 게임스
엑시드 게임스(Xseed Games)는 미국의 비디오 게임 배급사 및  현지화 회사이다. 2004년 전 스퀘어 에닉스 USA 직원들이 주축으로 설립됐다. 2007년 AQ 인터랙티브에 인수됐으며, 이후 2011년 탄생한 인수 합병기업 마벨러스 소속으로 현재까지 자회사 형태로 운영하고 있다.

## 역사
2007년, AQ 인터랙티브는 엑시드 게임스를 인수하기로 결정했으며 6월 전까지 주식 양도를 완료하겠다고 발표했다.

## 게임
- 발할라 나이츠 엘더 사가
- 사무라이 쇼다운: 센
- 이스: 페르가나의 맹세
- 이스 I & II
- 영웅전설 하늘의 궤적 FC
- 콥스 파티: 블러드 커버드
- 이스 오리진
- 더 라스트 스토리
- 콥스 파티
- 룬 팩토리 4
- 이스: 셀세타의 수해
- 섬란 카구라 -소녀들의 진영-
- 이스 VI: 나피시팀의 상자
- 목장이야기: 세 마을의 소중한 친구들
- 쯔바이!!
- 건그레이브 VR
- 룬 팩토리 4
- 그랑블루 판타지: 버서스
- 목장이야기: 미네랄 타운의 동료들
- 노 모어 히어로즈
- 천수의 사쿠나히메
- 섀도우버스
- 콥스 파티: 블러드 커버드
- 룬 팩토리 5